# (6379) Vrba
(6379) Vrba es un asteroide perteneciente al cinturón de asteroides, región del sistema solar que se encuentra entre las órbitas de Marte y Júpiter, descubierto el 15 de noviembre de 1987 por Antonín Mrkos desde el Observatorio Kleť.

## Designación y nombre
Designado provisionalmente como 1987 VA1, fue Nombrado en memoria de Karel Vrba (1845-1922) quien fue profesor de mineralogía en la Universidad Carolina de Praga y fundador de las colecciones mineralógicas del Museo Nacional de Praga, incluidos los meteoritos. El nombre fue sugerido por J. Ticha y M. Šolc.

## Características orbitales
(6379) Vrba está situado a una distancia media del Sol de 2,992 ua, pudiendo alejarse hasta 3,222 ua y acercarse hasta 2,762 ua. Su excentricidad es 0,077 y la inclinación orbital 13,913 grados. Emplea 1890,63 días en completar una órbita alrededor del Sol.
Los próximos acercamientos a la órbita de Júpiter ocurrirán el 16 de septiembre de 2023, el 12 de enero de 2106 y el 26 de agosto de 2142.

## Características físicas
La magnitud absoluta de (6379) Vrba es 11,76. Tiene 15,158 km de diámetro y su albedo se estima en 0,176. 